# Pseudopristilophus alineae
Pseudopristilophus alineae is een keversoort uit de familie kniptorren (Elateridae). De wetenschappelijke naam van de soort is voor het eerst geldig gepubliceerd in 2005 door Piguet.